# Nathan Law
La Quan Thông (Nathan Law) (tiếng Trung: 羅冠聰, phiên âm: Nathan Law Kwun-chung; sinh ngày 13 tháng 7 năm 1993) là một cựu chính trị gia và nhà hoạt động ở Hồng Kông. Là một cựu lãnh đạo sinh viên, anh là chủ tịch Hội đồng đại diện của Đại học Lĩnh Nam Hội sinh viên (LUSU), quyền chủ tịch của LUSU, và tổng thư ký của Liên đoàn sinh viên Hồng Kông (HKFS). Ông là một trong những người lãnh đạo sinh viên trong 79 ngày Phong trào Ô Dù năm 2014. Anh là người sáng lập và là cựu chủ tịch của Demosistō, một đảng chính trị mới có nguồn gốc từ các cuộc biểu tình 2014.
Vào ngày 4 tháng 9 năm 2016, ở tuổi 23, Law đã bầu để làm nhà lập pháp cho Đảo Hồng Kông, biến anh thành nhà lập pháp trẻ nhất trong lịch sử của Hội đồng lập pháp Hồng Kông. Trong cuộc tuyên thệ gây tranh cãi tại cuộc họp khai mạc của Hội đồng Lập pháp, văn phòng của anh đã bị Chính phủ Hồng Kông thách thức. Hội đồng lập pháp ngày 14 tháng 7 năm 2017.
Sau khi thực hiện quyết định của Quốc hội Trung Quốc về Luật An ninh Quốc gia, Luật đã tuyên bố vào ngày 2 tháng 7 năm 2020 rằng anh đã rời Hồng Kông.

## Thời trẻ
Law sinh ngày 13 tháng 7 năm 1993 tại Thâm Quyến, Quảng Đông, Trung Quốc, có cha là người Hồng Kông và mẹ là người đại lục. Cậu chuyển đến Hồng Kông cùng mẹ để đoàn tụ gia đình khi cậu khoảng sáu tuổi. Anh và anh chị em hầu như chỉ được một mình mẹ nuôi dưỡng. Anh đã học trung học tại Trường trung học cơ sở HKFEW Wong Cho Bau, và chuyên ngành Nghiên cứu văn hóa tại Đại học Lĩnh Nam (LU). Năm 2019, anh chấp nhận lời đề nghị với học bổng toàn phần từ khoa CEAS của Đại học Yale 
và bắt đầu nghiên cứu vào giữa tháng 8.

## Hoạt động sinh viên

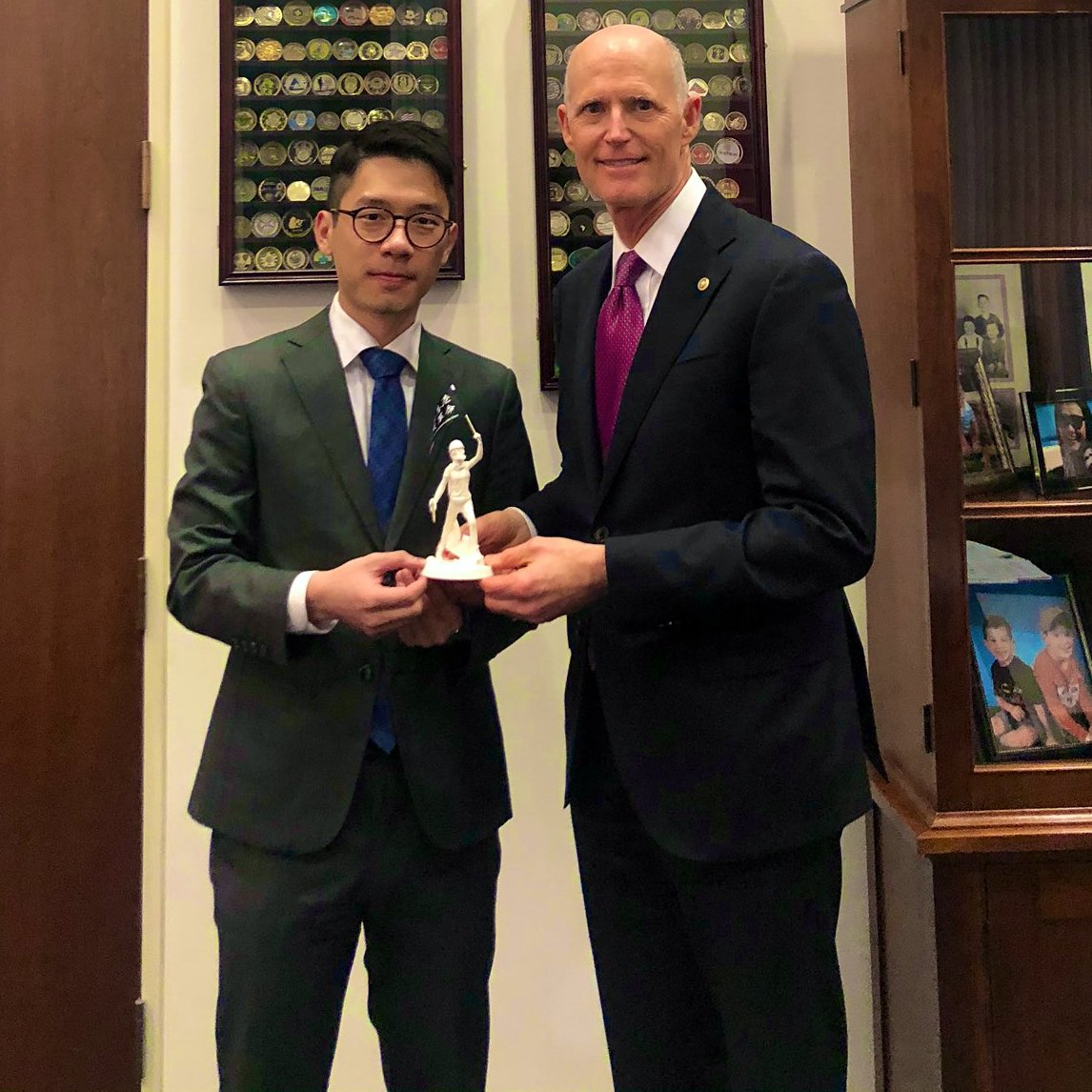
Nathan Law và Thượng nghị sĩ Hoa Kỳ Rick Scott tại State of the Union năm 2020

Law đã tích cực trong hoạt động của sinh viên và tham gia cuộc đình công tại Hồng Kông 2013. Anh tham gia và trở thành chủ tịch Hội đồng đại diện của Hội sinh viên trường đại học Lĩnh Nam và là thành viên ủy ban của Liên đoàn sinh viên Hồng Kông (HKFS). Sau đó, ông cũng trở thành chủ tịch diễn xuất của Hội sinh viên trường đại học Lĩnh Nam (LUSU).
Trong Cách mạng Ô Dù, anhtrở thành một trong những người lãnh đạo sinh viên và là một trong năm đại diện của sinh viên để nói chuyện trong một cuộc tranh luận mở trên truyền hình với các đại diện chính phủ do Thư ký trưởng hành chính Carrie Lam Cheng Yuet-ngor với tổng thư ký HKFS Alex Chow Yong-kang, phó thư ký Lester Shum, tổng thư ký Eason Chung, và một thành viên ủy ban khác Yvonne Leung vào tháng 10 năm 2014. Anh cũng là một trong ba nhà lãnh đạo sinh viên, là trung tâm của các cuộc biểu tình chiếm đóng mà Giấy phép trở về nhà đã bị thu hồi và bị cấm bay đến Bắc Kinh trong nỗ lực nhấn mạnh yêu cầu của họ đối với quyền bầu cử phổ thông thực sự vào tháng 11 năm 2014. Sau các cuộc biểu tình, anh ta bị bắt cùng với các lãnh đạo sinh viên khác.
Sau các cuộc biểu tình, Law đã thành công Alex Chow trở thành tổng thư ký của Liên đoàn sinh viên Hồng Kông từ năm 2015 đến 2016. Anh đã giành chiến thắng với 37 phiếu bầu từ 53 đại diện sinh viên từ bảy tổ chức đại học đủ điều kiện để bỏ phiếu trong cuộc bầu cử hàng năm vào tháng 3 năm 2015. Đối thủ duy nhất, Jason Szeto Tze-long, được bảo mật 14 phiếu. Chúc vụ thư ký của anh được nhấn mạnh bởi cuộc khủng hoảng bất hòa mà thấy người địa phương sinh viên từ hội viên các tổ chức kích hoạt các cuộc trưng cầu dân ý để tách khỏi HKFS, nơi bị cáo buộc đưa ra các quyết định vội vàng với một chút minh bạch trong cuộc cách mạng Ô Dù.
Luật vận động chống lại cuộc trưng cầu dân ý tại LU với tư cách là quyền chủ tịch của LUSU mà cuộc trưng cầu dân ý để tách khỏi HKFS đã bị thất bại. Tuy nhiên, ba công đoàn sinh viên của Đại học Bách khoa Hồng Kông (HKPU), Đại học Baptist Hồng Kông (HKBU) và Đại học Thành phố Hồng Kông (CityU) rời khỏi liên đoàn trong các cuộc trưng cầu dân ý của họ Thư ký của Law, theo lối ra Hội sinh viên Đại học Hồng Kông (HKUSU) vào tháng 2 năm 2015.